# Grigori Ianeț
Grigori Ianeț (în rusă Григорий Янец; n. 18 august 1948, Orhei, RSS Moldovenească, URSS) este un fost fotbalist sovietic moldovean, care a jucat pe postul de fundaș.  

## Biografie
S-a născut în orașul Orhei din RSS Moldovenească (acum Republica Moldova), URSS. Și-a început cariera în 1966 la clubul „Avîntul”, care juca în grupa a doua „A. A studiat la Facultatea de Educație Fizică a Universității din Chișinău.
În 1968 s-a mutat la echipa „Torpedo” din Moscova. La sfârșitul sezonului, a fost inclus pe lista celor mai buni debutanți ai sezonului și pe lista celor mai buni 33 de fotbaliști ai sezonului, sub numărul 3. În total, pentru „Torpedo” în liga superioară sovietică a jucat 129 de meciuri și a înscris 3 goluri. În sezonul 1967/68 a câștigat Cupa URSS.
În 1972 a fost transferat la ȚSKA. Acolo a debutat pe 4 aprilie în meciul împotriva echipei „Dnepr”, venind ca înlocuire în minutul 83 în locul lui Iuri Istomin. În total, a jucat 23 de meciuri pentru echipa armatei și a înscris 1 gol împotriva echipei Lokomotiv.
În 1976 a plecat la „Tavria, dar în prima ligă nu a jucat niciun meci. În 1979 s-a întors la „Nistru”, unde și-a încheiat cariera un an mai târziu.
În 1979 a participat la Spartakiada de vară a popoarelor din URSS, la un turneu de fotbal pe care l-a jucat pentru echipa națională a RSS Moldovenești.
După încheierea carierei, a lucrat ca antrenor. A fost antrenor al echipei GSVG (Grupul Forțelor Armate Sovietice din Germania; 1975-1979), „Nistru” Chișinău (1979), „Torpedo” Moscova (1982-1985), școala pentru copii din raionul Dzerjinski din Moscova (1985).
A condus echipa „Zaria” din Bălți în 1986, apoi a fost șeful echipei „Niva” (din august 1988) din Ternopol și antrenor al echipei naționale de veterani ai sindicatelor din URSS (1990-1991).
De asemenea, a lucrat cu echipe de minifotbal („Torpedo”, Moscova). A fost președintele Clubului Veteranilor „Torpedo” din Moscova.